# العلاقات البرازيلية المولدوفية
العلاقات البرازيلية المولدوفية هي العلاقات الثنائية التي تجمع بين البرازيل ومولدوفا.

## مقارنة بين البلدين
هذه مقارنة عامة ومرجعية للدولتين:
| وجه المقارنة                                              | البرازيل | مولدوفا                           |
| --------------------------------------------------------- | --- | --------------------------------- |
| المساحة (كم2)                                             | 8.52 مليون | 33.85 ألف                         |
| عدد السكان (نسمة)                                         | 202.66 مليون | 2.55 مليون                        |
| الكثافة السكانية (ن./كم²)                                 | 23.79 | 75.33                             |
| العاصمة                                                   | برازيليا، ريو دي جانيرو | كيشيناو                           |
| اللغة الرسمية                                             | برتغالية برازيلية، Brazilian Sign Language ‏ | اللغة المولدوفية، اللغة الرومانية |
| العملة                                                    | ريال برازيلي، كروزيرو ريال برازيلي ‏، كروزيرو البرازيلية (1990–1993)، البرازيلي كروزادو نوفو، كروزادو برازيلي، cruzeiro ‏، كروزيرو البرازيلية (1942–1967)، الريال البرازيلي (قديم) | ليو مولدوفي                       |
| الناتج المحلي الإجمالي (بليون دولار)                      | 2.06 تريليون | 8.13 مليار                        |
| الناتج المحلي الإجمالي (تعادل القوة الشرائية) بليون دولار | 3.22 تريليون | 17.94 مليار                       |
| الناتج المحلي الإجمالي الاسمي للفرد دولار أمريكي          | 8.54 ألف | 3.65 ألف                          |
| الناتج المحلي الإجمالي للفرد دولار أمريكي                 | 15.89 ألف | 4.98 ألف                          |
| مؤشر التنمية البشرية                                      | 0.754 | 0.693                             |
| رمز المكالمات الدولي                                      | +55 | +373                              |
| رمز الإنترنت                                              | .br | .md                               |
| المنطقة الزمنية                                           | | ت ع م+02:00، ت ع م+03:00          |

## منظمات دولية مشتركة
يشترك البلدان في عضوية مجموعة من المنظمات الدولية، منها:
| علم المنظمة | اسم المنظمة                        | تاريخ انضمام البرازيل | تاريخ انضمام مولدوفا |
| ----------- | ---------------------------------- | --------------------- | -------------------- |
|             | الاتحاد البريدي العالمي            | ?                     | ?                    |
|             | يونسكو                             | 4 نوفمبر 1946         | 27 مايو 1992         |
|             | البنك الدولي للإنشاء والتعمير      | 14 يناير 1946         | 12 أغسطس 1992        |
|             | منظمة التجارة العالمية             | ?                     | ?                    |
|             | وكالة ضمان الاستثمار متعدد الأطراف | 7 يناير 1993          | 9 يونيو 1993         |
|             | الاتحاد الدولي للاتصالات           | 4 يوليو 1877          | 20 أكتوبر 1992       |
|             | منظمة الشرطة الجنائية الدولية      | ?                     | ?                    |
|             | مؤسسة التمويل الدولية              | 31 ديسمبر 1956        | 10 مارس 1995         |
|             | الأمم المتحدة                      | 24 أكتوبر 1945        | 2 مارس 1992          |
|             | مؤسسة التنمية الدولية              | 15 مارس 1963          | 14 يونيو 1994        |
|             | الفريق المعني برصد الأرض           | ?                     | ?                    |
|             | منظمة حظر الأسلحة الكيميائية       | ?                     | ?                    |

## وصلات خارجية
- موقع وزارة الخارجية البرازيلية
- موقع وزارة الخارجية المولدوفية